# Conus mucronatus
El Conus mucronatus es una especie de caracol de mar, un molusco gasterópodo marino en la familia Conidae, los caracoles cono y sus aliados.
Estos caracoles son depredadores y venenosos. Son capaces de "picar" a los seres humanos y seres vivos, por lo que debe ser manipulado con cuidado o no hacerlo en absoluto.
Hay una subespecie: Conus mucronatus segondensis Fenzan de 2008.

## Descripción
El tamaño de una concha de adulto varía entre 18 y 50 mm. La concha es acuminadamente turbinado, atenuado hacia la base, con ranuras giratorias en todo. Estas ranuras están cruzadas por estrías rotatorias. El color de la concha es blanquecino, algo nublado con marrón pálido. La aguja está manchada de marrón.

## Distribución
Esta especie se encuentra en el océano Índico a lo largo de la cuenca de Mascareñas, en el océano Pacífico a lo largo de las Filipinas a Papúa Nueva Guinea, Islas Salomón, Queensland, Australia, y Vanuatu, a lo largo de la India y en el Mar de China Meridional.

## Galería

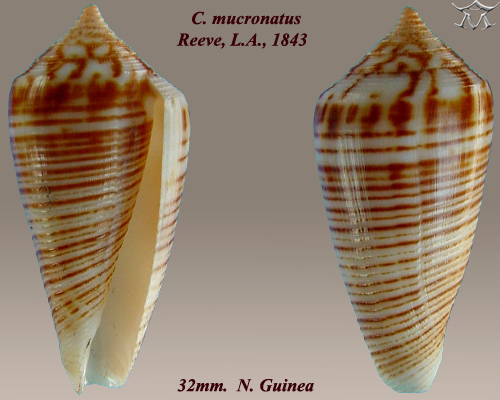
Conus mucronatus Reeve, L.A., 1843
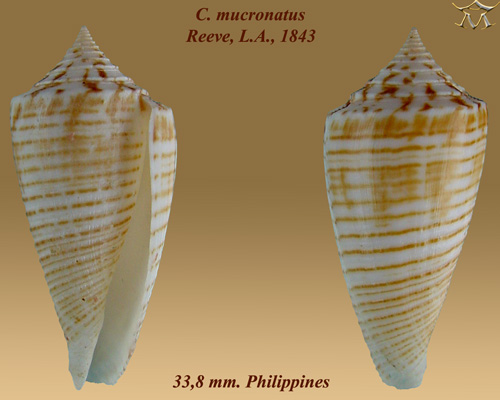
Conus mucronatus Reeve, L.A., 1843
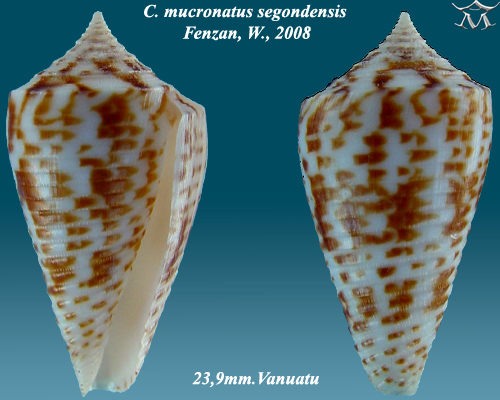
Conus mucronatus segondensis Fenzan, W., 2008